# For Every Punk Bitch and Arsehole
For Every Punk Bitch and Arsehole è un album del gruppo musicale cinese Hang on the Box, pubblicato il 6 ottobre 2003 dall'etichetta discografica Sister Benten Online. 

## Descrizione
L'album ha segnato il debutto europeo della band, e contiene alcune tracce dai precedenti album Yellow Banana e Di Di Di, oltre ad alcune tracce registrate dal vivo.

## Tracce
1. No Sexy
2. Kill Your Belly
3. Bitch
4. Heroin and Cocaine
5. oooo
6. Ass Hole, I'm Not Your Baby
7. Motorcycle Boy
8. What is Now?
9. Now I Wanna Say My Apology
10. I Am Mine
11. Leave Me
12. You Lost Everything But It's Not My Fault (Registrata dal vivo al Loft di Shinjuku, 18 aprile 2003)